# James Washington
James Earl Washington III (Saint Louis, 12 dicembre 1987) è un cestista statunitense.